# National Patriotic Front (Namibia)
Die National Patriotic Front (NPF; deutsch Nationale Patriotische Front) ist eine 1989 durch Moses Katjiuongua gegründete politische Partei in Namibia.
Die NPF bildete zur Gründung eine Allianz aus der Action National Settlement, South West African National Union (SWANU) und Caprivi African National Union. Katjiuongua war, als Teil der Democratic Coalition of Namibia (DCN) Mitglied der Verfassunggebenden Versammlung Namibias, anschließend als Vertreter der NPF bzw. DCN bis 1999 in der Nationalversammlung vertreten.
Von 1999 bis 2019 war die Partei nicht aktiv. Sie wurde dann unter Führung von Uapiruka Papama bei der Namibischen Wahlkommission wiederbelebt. Sie ist seitdem vor allem eine Vertretung ehemaliger Veteranen von Namvet, SWATF und Koevoet aus dem namibischen Befreiungskampf, die gegen die heutige Regierungspartei SWAPO gekämpft haben.

## Wahlergebnisse

### Parlament
| Parlamentswahl | Stimmenanteile | Sitze |
| -------------- | -------------- | ----- |
| 2024           | 0,12 %         | 0/96  |
| 2019           | 0,22 %         | 0/96  |
| 1989           | 1,59 %         | 1/72  |